# Miami County, Kansas
Miami County är ett administrativt område i delstaten Kansas, USA, med 32 787 invånare. Den administrativa huvudorten (county seat) är Paola.

## Geografi
Enligt United States Census Bureau har countyt en total area på 1 528 km². 1 493 km² av den arean är land och 35 km² är vatten.

### Angränsande countyn
- Johnson County - norr
- Cass County, Missouri - öst
- Bates County, Missouri - sydost
- Linn County - söder
- Anderson County - sydväst
- Franklin County - väst
- Douglas County - nordväst

### Orter
- Fontana
- Louisburg
- Osawatomie
- Paola (huvudort)
- Spring Hill (delvis i Johnson County)